# Темниковський район
Те́мниковський район (рос. Темниковский район, мокш. Темникавонь аймак, ерз. Чополтбуе) — муніципальний район у складі Республіки Мордовія Російської Федерації.
Адміністративний центр — місто Темников.

## Населення
Населення району становить 13425 осіб (2019, 17261 у 2010, 21172 у 2002).

## Адміністративно-територіальний поділ
На території району 1 міське та 6 сільських поселень:
| Поселення                            | Площа, км² | Населення, осіб (2002) | Населення, осіб (2010) | Населення, осіб (2019) | Центр          | Населені пункти |
| ------------------------------------ | ---------- | ---------------------- | ---------------------- | ---------------------- | -------------- | --------------- |
| Темниковське міське поселення        | 19,46      | 8375                   | 7243                   | 5979                   | Темников       | 1               |
| Аксьольське сільське поселення       | 147,59     | 2131                   | 1532                   | 1097                   | Аксьол         | 20              |
| Андрієвське сільське поселення       | 50,77      | 1663                   | 1318                   | 976                    | Андрієвка      | 7               |
| Бабеєвське сільське поселення        | 488,93     | 2916                   | 2251                   | 1632                   | Бабеєво        | 30              |
| Пурдошанське сільське поселення      | 352,34     | 3050                   | 2326                   | 1609                   | Пурдошки       | 20              |
| Русько-Тювеєвське сільське поселення | 660,89     | 1782                   | 1568                   | 1329                   | Руське Тювеєво | 12              |
| Старогородське сільське поселення    | 212,30     | 1255                   | 1023                   | 803                    | Старий Город   | 7               |

- 28 січня 2004 року була ліквідована Полянська сільська рада, її територія увійшла до складу Жегаловської сільської ради[4].
- 12 жовтня 2009 року було ліквідоване Матвієвське сільське поселення, його територія увійшла до складу Аксьольського сільського поселення[5].
- 15 червня 2010 року було ліквідоване Польсько-Цибаєвське сільське поселення, його територія увійшла до складу Кушкинського сільського поселення[6].
- 8 серпня 2013 року були ліквідовані Лаврентьєвське сільське поселення, Лісно-Ардашевське сільське поселення та Лісно-Цибаєвське сільське поселення, їхні території увійшли до складу Бабеєвського сільського поселення[7].
- 15 червня 2015 року було ліквідоване Булаєвське сільське поселення, його територія увійшла до складу Урейського сільського поселення; було ліквідоване Кондровське сільське поселення, його територія увійшла до складу Підгорно-Канаковського сільського поселення[8].
- 17 травня 2018 року було ліквідоване Ішейське сільське поселення, його територія увійшла до складу Тарханівського сільського поселення[9].
- 24 квітня 2019 року було ліквідоване Жегаловське сільське поселення, його територія увійшла до складу Пурдошанського сільського поселення[10].
- 19 травня 2020 року було ліквідоване Алексієвське сільське поселення, його територія увійшла до складу Старогородського сільського поселення; було ліквідоване Мітряловське сільське поселення, його територія увійшла до складу Андрієвського сільського поселення; було ліквідоване Тарханівське сільське поселення, його територія увійшла до складу Аксьольського сільського поселення; було ліквідоване Русько-Караєвське сільське поселення, його територія увійшла до складу Русько-Тювеєвського сільського поселення; були ліквідовані Кушкинське сільське поселення та Підгорно-Канаковське сільське поселення, їхні території увійшли до складу Бабеєвського сільського поселення; були ліквідовані Староковиляйське сільське поселення та Урейське сільське поселення, їхні території увійшли до складу Пурдошанського сільського поселення[11].

## Найбільші населені пункти
Найбільші населені пункти з чисельністю населення понад 1000 осіб:
| № | Населений пункт | Населення, осіб (2002) | Населення, осіб (2010) |
| - | --------------- | ---------------------- | ---------------------- |
| 1 | Темников        | 8 375                  | 7 243                  |